# ICv2
『ICv2』は、小売店向けのギークカルチャーを扱うオンライン専門雑誌。ICv2は、コミック・ブック、アニメ、ゲーマー、ショー・ビジネス商品を主に特集している。 